# Bruno Bozzetto
Bruno Bozzetto (Milano, 3 marzo 1938) è un animatore, disegnatore e regista italiano.

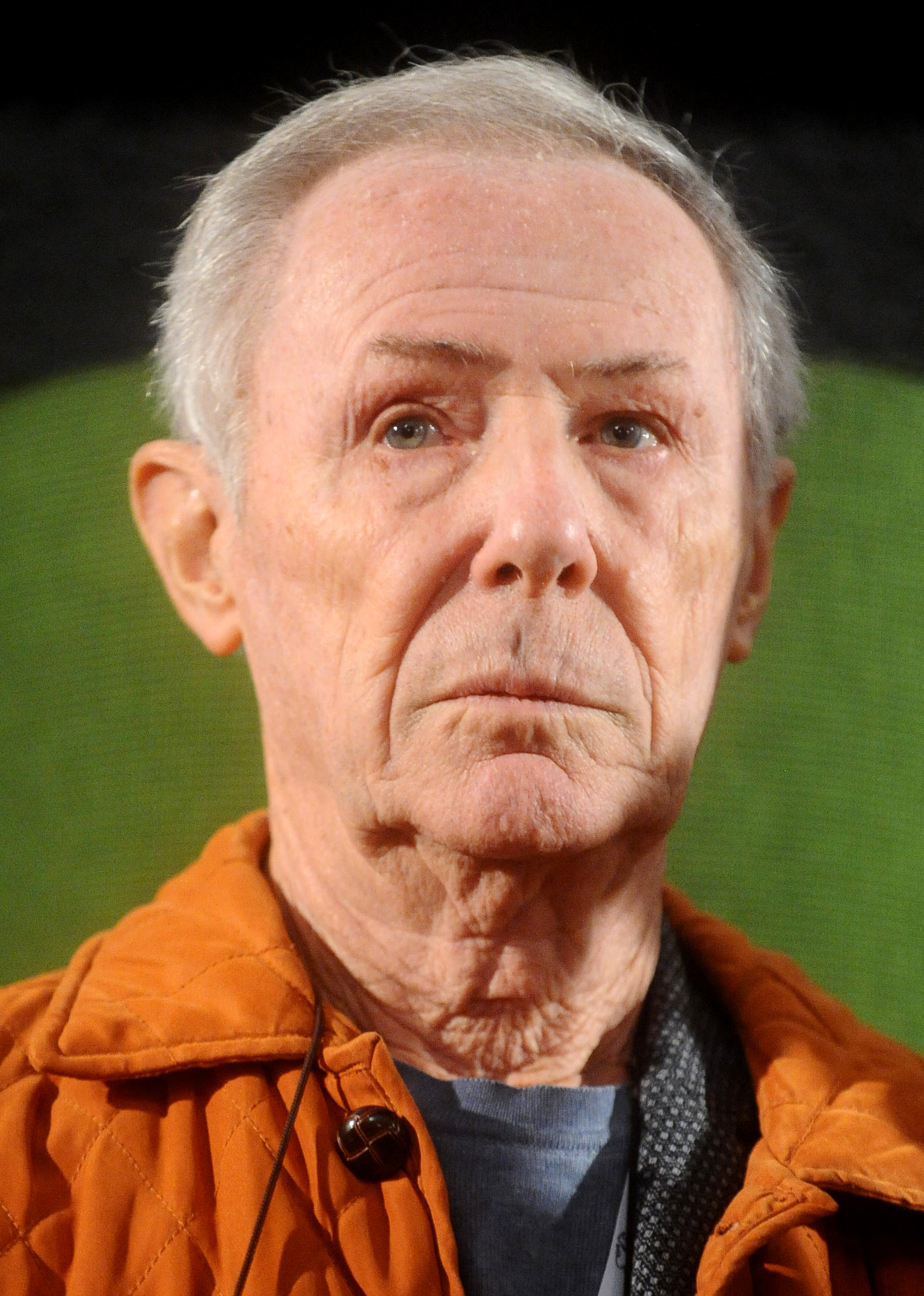
Bruno Bozzetto a Lucca Comics & Games 2016

Autore di sette lungometraggi: cinque di animazione, uno con attori in carne ed ossa e uno in tecnica mista, e di numerosi cortometraggi, molti dei quali vedono come protagonista il suo Signor Rossi, simbolo del cittadino italiano medio alle prese con il malcostume della propria società. È stato candidato ai Premi Oscar nel 1991 e come tale, membro dell'Academy.

## Biografia
Nato a Milano il 3 marzo 1938, figlio di Umberto Bozzetto, imprenditore costruttore di apparecchiature fotografiche. Complice la predisposizione artistica ereditata dal nonno materno, è infatti nipote del pittore martinenghese Girolamo Poloni, sin da piccolo disegnava molto e crescendo continuò a farlo. Lo stesso Bozzetto in un'intervista, riguardo alla sua passione per il disegno disse:
Con l'aiuto del padre (dopo avere realizzato appena quindicenne con i compagni di scuola il primo cortometraggio Donald Duck, versione grottesca e orwelliana del personaggio Disney) e con una autoprodotta tecnica di ripresa casalinga, da giovane universitario gira due primi film sul mondo degli insetti: Piccolo mondo amico (1955) e  A filo d’erba (1957). Il suo primo "vero" film è però Tapum! La storia delle armi, nel 1958. Il film viene proiettato al Festival di Cannes, attirando l'attenzione dell'animatore canadese Norman McLaren e del produttore inglese John Halas, con il quale il giovane disegnatore collaborerà.
Nel 1960 fonda la Bruno Bozzetto Film (1960-2000), a cui partecipano nel tempo autori e artisti come Guido Manuli, Giuseppe Laganà, Giovanni Mulazzani, Walter Cavazzuti, Giancarlo Cereda, e Maurizio Nichetti. Con la fondazione di questa personale casa di produzione coincide anche la creazione del personaggio che porterà Bozzetto al successo: il Signor Rossi, un personaggio che incarna un comune cittadino italiano di mezz'età, protagonista di una lunga serie di cortometraggi e tre lungometraggi. Il primo cortometraggio è del 1960, con il titolo Un Oscar per il signor Rossi. Il primo lungometraggio è invece Il signor Rossi cerca la felicità.
Nel 1965 realizza il lungometraggio West and Soda, seguito nel 1968 da Vip - Mio fratello superuomo e nel 1976 da Allegro non troppo, risposta al film Fantasia di Walt Disney. Gli intermezzi tra un'esecuzione e l'altra sono girati dal vero, con Maurizio Nichetti come protagonista. Negli stessi anni vengono realizzati alcuni filmati pubblicitari per Carosello. Negli anni settanta Bozzetto crea alcune strisce a colori incentrate sulle nuove avventure del Signor Rossi (Il Signor Rossi e le donne), ma anche di Vip mio fratello superuomo e West & Soda , pubblicate sul Corriere dei Piccoli. Pubblica i libri a fumetti Mille piccoli cretini, Gli abominevoli sciatori e Ventun Din fotoamatore.
Si dedica successivamente alla realizzazione di cortometraggi dal vero. Prodotti in questi anni sono: Oppio per oppio, La cabina e la serie Sandwich. Segue verso la fine degli anni Ottanta il primo lungometraggio dal vero Sotto il ristorante cinese (1986) con Nancy Brilli, Amanda Sandrelli e Bernard Blier. Tra i vari cortometraggi realizzati: Mister Tao vincitore dell'Orso d'oro al Festival di Berlino nel 1990, e Cavallette nel 1991, per il quale ottiene una candidatura al Premio Oscar 1991 nella categoria "Miglior cortometraggio d'animazione". Bozzetto ha operato anche nel campo della divulgazione scientifica, realizzando con Piero Angela circa 100 filmati inseriti nella rubrica televisiva Quark (1981-1988). Nell'anno 1995 lo Studio partecipa al progetto What a Cartoon! di Hanna-Barbera, producendo per la trasmissione statunitense il cortometraggio Help!.
Dalla fine degli anni Novanta Bozzetto è impegnato nella realizzazione di animazioni al computer tramite l'uso di Adobe Flash. Con questa tecnica ha prodotto una quindicina di cortometraggi tra i quali: Yes&No, Storia del mondo per chi ha fretta, To bit or not to bit, Adam, Life, Neuro, Olympics e Otto in 17. Il più noto è forse Europa&Italia, che descrive in modo semplice e sarcastico alcuni stereotipi della società italiana. Nel 2000 la Bruno Bozzetto Film chiude i battenti e nel 2008 nasce la Studio Bozzetto &Co. Bruno Bozzetto è ideatore della serie TV La famiglia Spaghetti prodotta dalla Rai (2003) e realizzata presso The Animation Band con la regia di Giuseppe Laganà.
Dal 2000 in poi collabora con la Provincia di Bergamo per la produzione di cortometraggi educativi, come Armi su strada (2008), cortometraggio che tratta il tema degli incidenti stradali. Realizza inoltre la serie Bruno the great, prodotta da Disney Channel. Nel 2007 l'Università di Bergamo conferisce a Bruno Bozzetto la Laurea honoris causa in "Teoria, Tecniche e Gestione delle Arti e dello Spettacolo". Un anno dopo l'autore riceve il Premio De Sica alla carriera.
Il 9 novembre 2013, a Quinto Vercellese riceve il Premio Internazionale Poesia Civile Città di Vercelli - L'Occhio insonne, con il poeta lussemburghese Lambert Schlechter. Bozzetto è il primo cineasta a ricevere tale riconoscimento solitamente dedicato a poeti e scrittori di carta stampata, grazie a «la poeticità e ai temi di alto impegno civile, pacifista ed ecologico, di cui le sue opere su pellicola a disegno animato sono intrise e che hanno reso grande l'Italia a livello internazionale».
Dal 21 novembre 2013 fino al 7 aprile 2014, il Walt Disney Family Museum di San Francisco gli tributa un riconoscimento per i suoi lavori nel campo dell'animazione dedicandogli una mostra retrospettiva dal titolo Animation, Maestro!. Nel 2014, più precisamente il 27 novembre, ritira il Premio Maria Adriana Prolo alla carriera 2014, dell'Associazione Museo Nazionale del Cinema (AMNC), all'interno del 32º Torino Film Festival.
Nel 2016 Marco Bonfanti realizza un documentario sulla vita di Bruno Bozzetto, dal titolo Bozzetto non troppo, che viene presentato alla 73ª Mostra internazionale d'arte cinematografica di Venezia. Nella successiva edizione Home video del film editata nel 2018, è presente anche un inedito cortometraggio di Bonfanti dal titolo Bruno e i Giornali, in cui Bozzetto racconta tutta la sua carriera attraverso la lettura di alcuni quotidiani d'epoca.
Il 18 novembre 2017 LA1, rete ammiraglia dell'emittente svizzera italiana RSI, manda in onda una versione "dal vivo" del Signor Rossi, interpretato dal comico Pietro Ghislandi. Dal 30 novembre 2019 al 26 gennaio 2020, Bruno Bozzetto è l'ospite d'onore della XV edizione della Mostra internazionale di illustratori contemporanei (Super), che ha luogo a Santa Maria della Pietà (Cremona). La sezione speciale a lui dedicata – dal titolo La linea intorno all'idea – è una retrospettiva di circa 250 opere.
Nel 2023 pubblica Il signor Bozzetto - Una vita animata, la sua autobiografia scritta a quattro mani insieme a Simone Tempia.
Nel 2024 realizza il suo nuovo cortometraggio Sapiens? con il quale vince come miglior cortometraggio a Cartoons on the Bay.
Nello stesso anno riceve il Master ad Honorem in Arti del Racconto presso l'università IULM e il premio Stella della Mole green per il suo contributo alla sensibilizzazione verso l'ambiente nell'arco di tutta la sua carriera consegnatogli al Museo Nazionale del Cinema di Torino.

## Filmografia

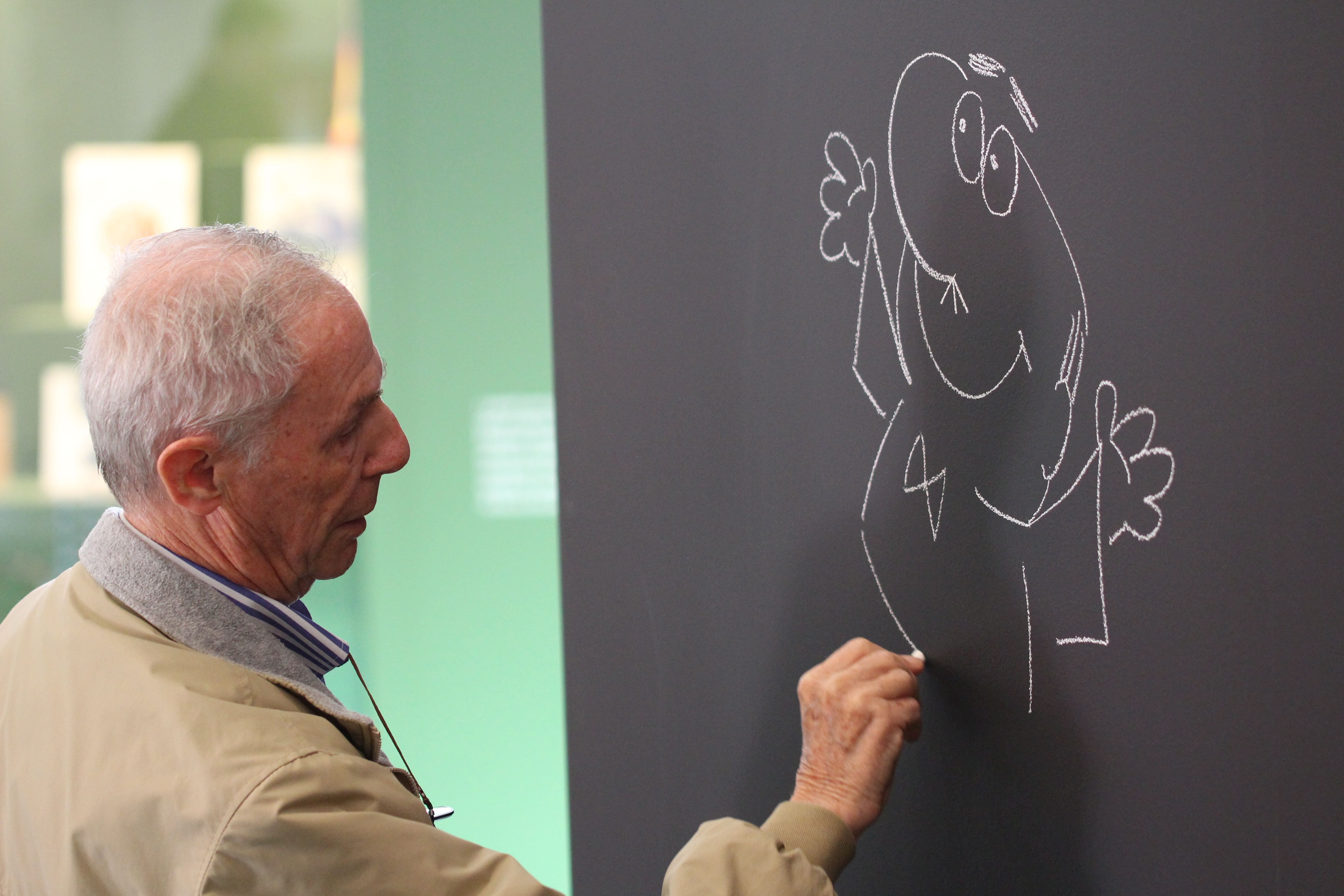
Bruno Bozzetto alla Triennale di Milano 2017 mentre disegna il Signor Rossi

### Cinema

#### Lungometraggi
- West and Soda (1965)
- Vip - Mio fratello superuomo (1968)
- Allegro non troppo (1976)
- Il signor Rossi cerca la felicità (1976)
- I sogni del signor Rossi (1977)
- Le vacanze del signor Rossi (1978)
- Sotto il ristorante cinese (1986)

#### Cortometraggi
- Tico Tico (1958)
- Tapum! La storia delle armi (1958)
- La storia delle invenzioni (1959)
- Un Oscar per il signor Rossi (1960)
- Alfa Omega (1961)
- I due castelli (1963)
- Il signor Rossi va a sciare (1963)
- Il signor Rossi al mare (1964)
- Il signor Rossi compra l'automobile (1966)
- Una vita in scatola (1967)
- L'uomo e il suo mondo (1967)
- Galleria: cuore e memoria di Milano sequenze animate nel documentario (1967)
- Ego (1969)
- Il signor Rossi al camping (1970)
- I sottaceti (1971)
- Il signor Rossi al safari fotografico (1971)
- Oppio per oppio (1972)
- Opera (1973)
- La cabina (1973)
- Self Service (1974)
- Il signor Rossi a Venezia (1974)
- Striptease (1977)
- La piscina (1977)
- Baby Story (1978)
- Tennis Club (1982)
- La pillola (1983)
- Moa Moa (1984)
- Sigmund (1984)
- Baeus (1987)
- Mistertao (1988)
- Big Bang (1990)
- Cavallette (1990)
- Dancing (1991)
- Drop (1994)
- Help? (1995)
- Europa&Italia (1999)
- I Cartoni dello Zecchino d'Oro (1999)
- Tony e Maria (1999)
- To Bit or not to Bit (2000) (non accreditato)
- I cosi (2000)[14]
- Yes&No (2001)
- Storia del mondo per chi ha fretta (2001)
- Adam (2002)
- Olympics (2003)
- Life (2003)
- Femminile&Maschile (2004)
- Mr. Otto in 17 (2009) (non accreditato)
- Neuro (2004)
- Looo (2005)
- Viaggiatori! e Viaggiatori? (2009)
- Sex and Fun (2009) (non accreditato)
- Armi su strada (2008)
- Camuni (2009)
- Va bene? (2010)
- Game (2010) (non accreditato)
- Rapsodeus (2011)
- Meritocrazia (2012)
- Vintage or Cool (2013) (non accreditato)
- Muko (2014)
- EU&USA (2018)
- Ecosystem (2019)
- Sapiens? (2024)
- Rossi Boomer (2025)

### Televisione
- Gli sport del signor Rossi – serie TV (1975)
- Stripy – serie TV (1978)
- Lilliput Put – serie TV (1980)
- Sandwich – serie TV (1984)
- The What a Cartoon Show – serie TV, un episodio (1996)
- Bruno the Great – serie TV (2008)
- PsicoVip – serie TV, 26 episodi (2009)

## Libri
- Il signor Rossi e le donne, Milano, Sperling & Kupfer, 1970.
- Viva gli abominevoli sciatori, Milano, Sperling & Kupfer, 1970.
- Mille piccoli cretini, Milano, Sperling & Kupfer, 1971.
- Le avventure di Ventun Din, fotoamatore, Milano, Il castello, 1972.
- I sogni del signor Rossi, Milano, Fabbri, 1977.
- Le avventure del sig. Rossi, Milano, Fabbri, 1978.
- Disegni in Eric J. Chaisson, La relatività, Milano, Fabbri, 1983.
- Il libro dei diritti dei bambini, con Piero Badaloni, Torino, Edizioni Gruppo Abele, 1987. ISBN 88-7670-099-4.
- Noi e la paura, con Piero Angela, Milano, Garzanti, 1987. ISBN 88-11-48020-5.
- Noi e la collera, con Piero Angela, Milano, Garzanti, 1987. ISBN 88-11-48021-3.
- Noi e la gelosia, con Piero Angela, Milano, Garzanti, 1987. ISBN 88-11-48022-1.
- Disegni in I diritti del bambino. Riflessioni educative e proposte didattiche, Roma, Anicia, 1990.
- Un mondo di qualità. Impariamo a migliorare l'impresa con i fumetti di Bruno Bozzetto, Milano, Il sole 24 ore libri, 1995. ISBN 88-7187-604-0.
- Il paese dei furbi, Bergamo, Grafica & arte, 1996. ISBN 88-7201-178-7.
- Disegni in Erika Leonardi, Capire la qualità. ISO 9000: tutto quello che occorre sapere per applicare con profitto le nuove norme, con CD-ROM, Milano, Il Sole 24 ore, 2000. ISBN 88-8363-199-4.
- Illustrazioni in Erika Leonardi, Azienda in jazz. Regole e improvvisazione, emozione e tecnica: come vivere il lavoro con ritmo, con DVD-ROM, Milano, Il Sole 24 ore, 2003. ISBN 88-8363-537-X; 2008. ISBN 978-88-8363-911-1; 2012. ISBN 978-88-6345-396-6.
- Io medico, tu mutuato. Gags intercalate da 12 splendidi disegni di Bruno Bozzetto. Racconti intercalati da "precari" disegni di Gianfranco Panvini, Modena, Comix, 2003. ISBN 88-8290-585-3.
- Bruno Bozzetto, Torino, Il Pennino, 2005.
- Disegni in Furio Honsell, L'algoritmo del parcheggio, Milano, Mondadori, 2007. ISBN 978-88-04-56725-7.
- Illustrazioni con Giuseppe Novello in Alberto Angela, Musei (e mostre) a misura d'uomo. Come comunicare attraverso gli oggetti, Roma, Armando, 2008. ISBN 978-88-6081-398-5.
- Disegni in Piero Angela e Lorenzo Pinna, Perché dobbiamo fare più figli. Le impensabili conseguenze del crollo delle nascite, Milano, Mondadori, 2008. ISBN 978-88-04-58094-2.
- Presentazione di Mario Jannucci, Morir dal ridere, Bergamo, Grafica & arte, 2011. ISBN 978-88-7201-300-7.
- Storie del minimondo, con Anna Bandettini, con DVD, Roma, Gallucci, 2011. ISBN 978-88-6145-193-3.
- La linea intorno all'idea, a cura di Fabio Toninelli, Edizioni Tapirulan, 2019, ISBN 978-88-97199-93-9
- Il signor Bozzetto. Una vita animata, con Simone Tempia, Rizzoli Lizard, 2023, ISBN 978-8817180313

## Premi

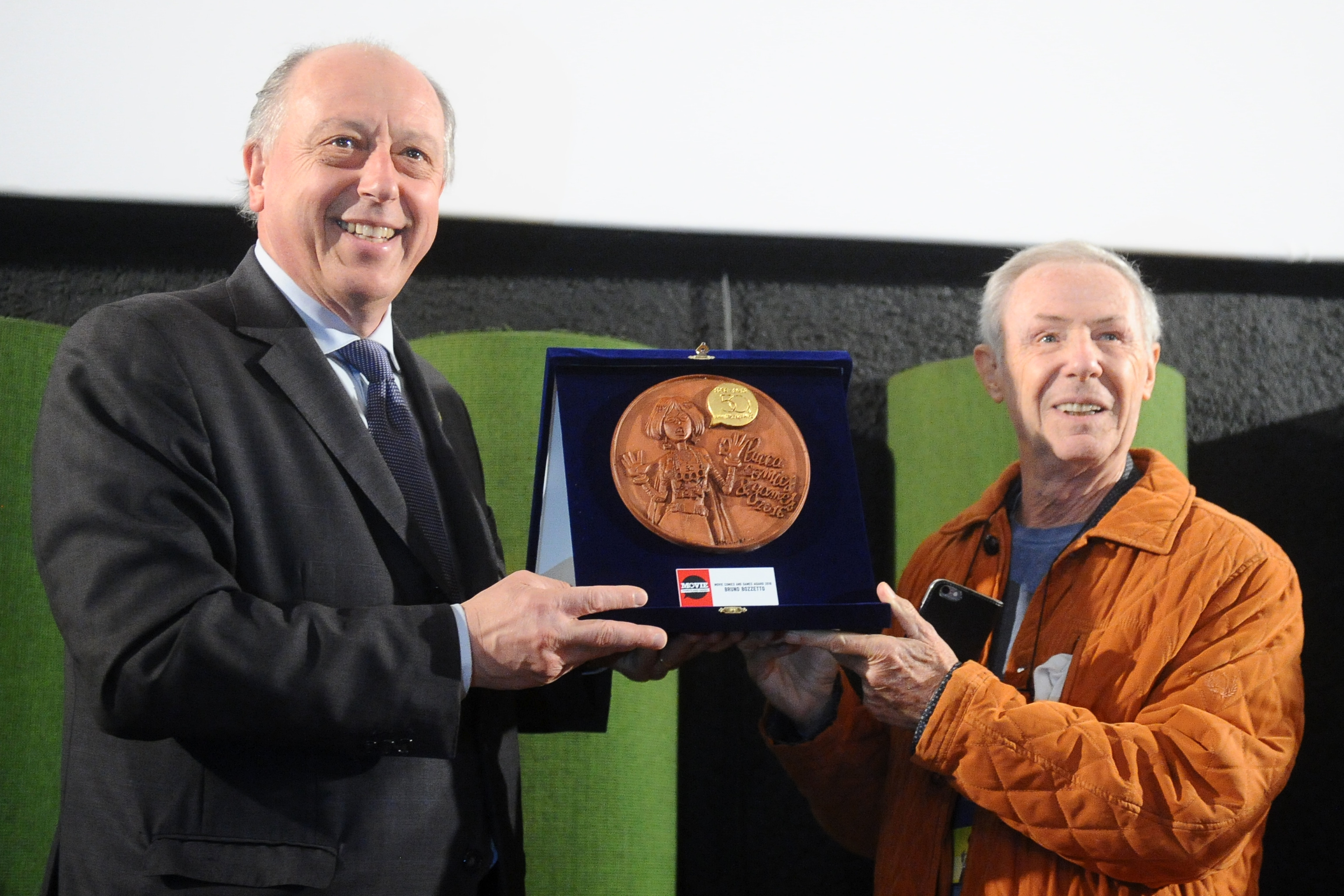
Il sindaco di Lucca Alessandro Tambellini consegna a Bruno Bozzetto il Premio Movie Comics & Games a Lucca Comics & Games 2016

- 1962 - Festival internazionale del film d'animazione di Annecy - Premio dei critici cinematografici per "Alfa Omega"
- 1964 - Melbourne Film Festival - Silver Boomerang "I due Castelli"
- 1964 - Milano - Ambrogino d'oro "Signor Rossi al mare"
- 1964 - Praga - Poctu Kino Praha to the production
- 1967 - Montreal - Medaglia d'argento "L'uomo e il suo mondo"
- 1967 - Barcelona - Trofeo Bella Magiargé "Il signor Rossi compra l'automobile"
- 1968 - Cannes - Primo Premio "Il signor Rossi compra l'automobile"
- 1972 - Nastro d'argento al miglior cortometraggio per "Ego"
- 1972 - Barcellona - Medaglia d'oro "Sottaceti"
- 1972 - New York - Praxinoscopio d'argento "Sottaceti"
- 1972 - Nastro d'argento alla miglior regia per "Ego"
- 1973 - Tampere - Miglior film animato "Il signor Rossi al Safari"
- 1973 - Sitiges - Medaglia d'argento al miglior cortometraggio per "La Cabina"
- 1974 - Chicago - Primo Premio "Opera"
- 1974 - Salone Internazionale dei Comics di Lucca - Premio referendum della critica per "Self-service"
- 1975 - Barcelona - Medaglia d'oro "Sottaceti"
- 1975 - Krakowski Festiwal Filmowy - Menzione speciale per "Self Service"
- 1976 - Salone Internazionale dei Comics di Lucca - Premio referendum della critica per "Allegro non troppo"
- 1978 - Premio David di Donatello - David speciale per "Allegro non troppo"
- 1977 - Giffoni Film Festival - Nocciola d'Oro
- 1982 - Annie Award - Premio "Windsor McCay"
- 1983 - Budapest - Primo Premio e Premio della città di Budapest "Sandwich"
- 1984 - Salone Internazionale dei Comics di Lucca - Premio Fantoche per il miglior spot commerciale (Sigmund).
- 1990 - Berlino - Orso d'oro per il miglior cortometraggio "Mister Tao"
- 1990 - Ottawa International Animation Festival - Premio speciale della giuria per "Cavallette"

- Premio Oscar
  - 1991 – Candidatura per miglior cortometraggio d'animazione per Cavallette
- 1991 - Forte dei Marmi - XIX Premio per la satira politica - Premio Pino Zac 1991 alla carriera
- 1991 - Friburgo - Okomedia 91 - Premio speciale del Ministero per l'ambiente "Big Bang"
- 1992 - Shanghai (China) - Premio speciale "Cavallette"
- 1998 - Zagabria - Svjetski festival animiranog filma - Premio alla carriera
- 1999 - Montecatini - 50ª mostra internazionale di cortometraggi "Film Video 99" - Premio "Airone d'Oro" alla carriera
- 2000 - Zagabria - Svjetski festival animiranog filma - Premio speciale
- 2001 - 2º Festival internazionale di animazione a Tehran, 2001, Premio speciale della Giuria "Europe&Italy"
- 2001 - Anima Mundi, 9º Festival internazionale di animazione in Brasile, 2001, Premio Miglior cortometraggio per video a "Europe&Italy"
- 2005 - Premio Internazionale Flaiano alla carriera "Pegaso d'Oro 2005"
- 2006 - Trento Film Festival, "Genziana alla carriera"
- 2007 - Italian Dvd Awards 2007, Premio speciale all'autore per il suo determinante contributo al cinema d'animazione con 50 anni di straordinaria carriera
- 2008 - Premio alla carriera Vittorio De Sica
- 2011 - Italian Online Movie Awards - Premio alla carriera
- 2013 - Premio Internazionale "Poesia Civile Città di Vercelli - L'Occhio insonne"
- 2014 - Torino - Premio Maria Adriana Prolo alla carriera
- 2016 - Lucca Comics & Games - Premio Movie Comics & Games
- 2024 - Miglior cortometraggio per Sapiens? - Cartoons on the Bay
- 2024 - Premio Stella della Mole - Museo Nazionale del Cinema di Torino